# The Leland Hotel

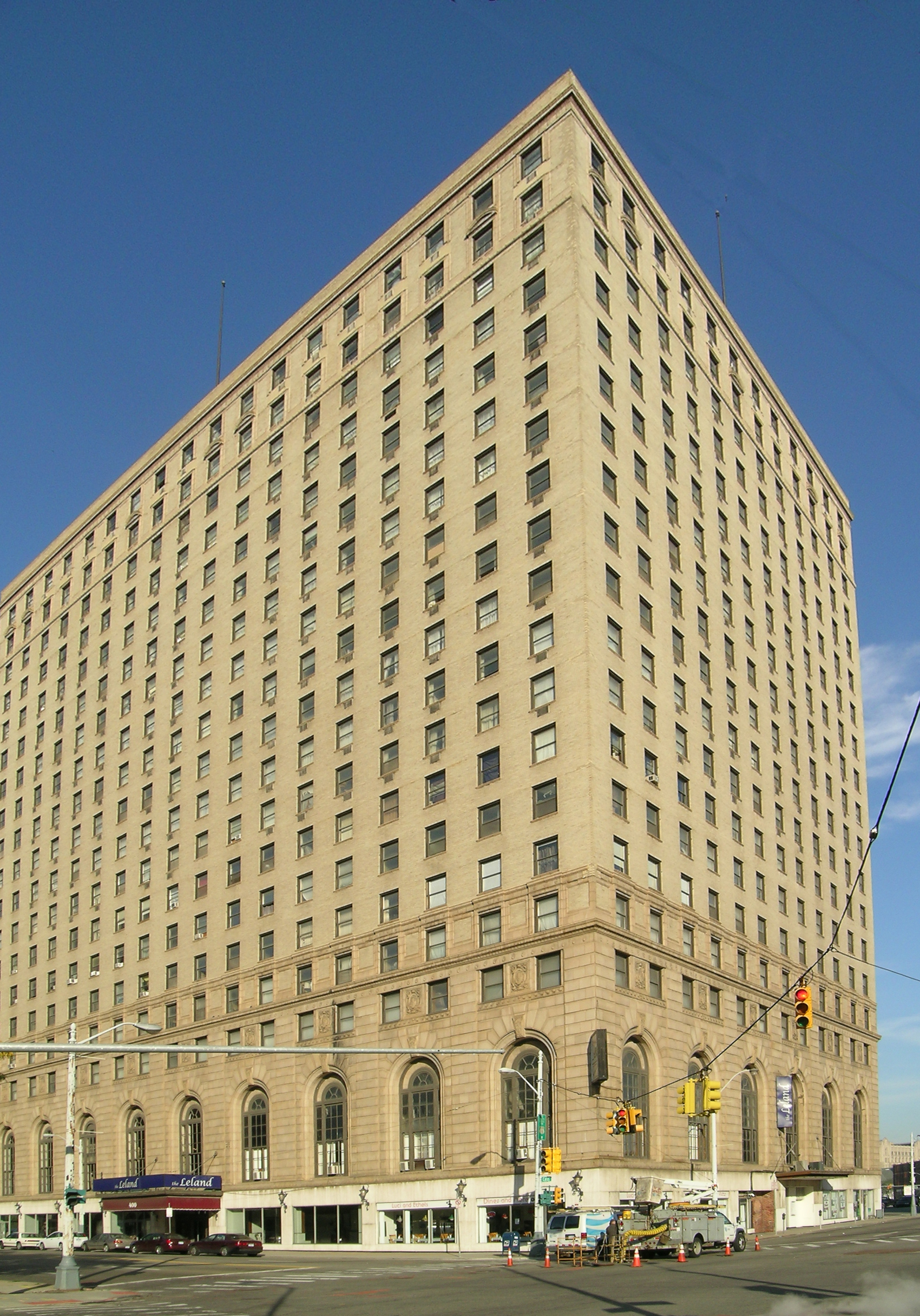
Leland Hotel Detroit

Das Leland Hotel ist ein historisches Hotel im Detroiter Stadtteil Downtown. Das Hotel ist im US-amerikanischen National Register of Historic Places registriert.

## Lage
Es liegt an der 400 Bageley Street Ecke Cass Avenue und ist einen Häuserblock vom 1987 errichteten Detroit People Mover entfernt; nächstliegende Haltestelle ist Times Square an der Grand River Avenue zwischen Cass und Washington Boulevard.

## Architektur
Das Gebäude wurde von dem Chicagoer Unternehmen Rapp & Rapp errichtet, die auch das in der Nähe liegende Michigan Theatre gebaut haben. Mit seiner vorgehängten Granitsteinfassade ist das Hotel im Historismus anzusiedeln. 

## Geschichte
Das Hotel eröffnete am 20. April 1927. Der Name geht auf den Gründer der Firma Cadillac Leland zurück. Es beherbergt 800 Zimmer auf 20 Stockwerken sowie einen Ballsaal, der nicht mehr benutzt wird, eine Bar, ein Diner und im Keller des Gebäudes den Nachtclub City Club. Im vierten Stockwerk befindet sich noch eine Bar der damaligen Detroiter Mafia, The Purple Gang, weshalb das gesamte Stockwerk gesperrt ist und nur für die Geschäftsleitung erreichbar ist. Das Foyer war Empfangssaal des Detroit International Auto Salon.

## Derzeitige Situation
Derzeit werden nur zehn Hotelzimmer an Gäste vermietet. Die meisten Zimmer wurden zu Wohnungen umgebaut, die zur Dauermiete zur Verfügung stehen. Des Weiteren sind noch leer stehende, verwüstete Zimmer auf allen Stockwerken zu finden sowie eine Halfpipe, die von den Bewohnern selbst gebaut wurde.
Das Hotel wird zurzeit renoviert. Das Hotel wurde  zeitweise vom Detroiter Künstler Michael E. Smith bewohnt. 
Das Leland Hotel ist eines der wenigen bewohnten Gebäude in Detroit Downtown. Trotz seiner Lage an der Cass Avenue, welche die Straße mit der höchsten Kriminalitätsrate in Detroit ist, schätzen die Bewohner die Sicherheit die mit Hilfe von Überwachungskameras und einem 24 Stunden besetzten Empfang gewahrt wird.